# Eremiaphila barbara
Eremiaphila barbara è una specie di mantide religiosa appartenente al genere Eremiaphila.